# 15 décembre 1917
Le samedi 15 décembre 1917 est le 349e jour de l'année 1917.

## Naissances
- Edgard Naccache (mort le 27 mars 2006), peintre tunisien
- Hans Delmotte (mort le 1 janvier 1945), médecin SS belge
- Hilde Zadek (morte le 21 février 2019), artiste lyrique allemande
- Jean Jacques (mort le 10 juillet 2001), chimiste français
- Krista Lavíčková (morte le 11 août 1944), membre de la résistance allemande au nazisme
- Masjkur (mort le 25 décembre 1994), homme politique indonésien

## Décès
- Anne Blunt (née le 22 septembre 1837), 15ème baronne Wentworth
- Bernard John Dowling Irwin (né le 24 juin 1830), général de l’armée des États-Unis
- Thérèse Guasch y Toda (née le 28 mai 1848), religieuse catholique espagnole

## Événements
- Les allemands et les bolcheviks signent un armistice à Brest-Litovsk.
- Création de la république démocratique moldave